# Margherita di Boemia (regina d'Ungheria e Croazia)

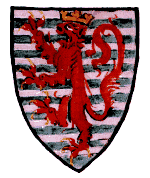

Margherita di Boemia (24 maggio 1335 – 1349) fu regina consorte d'Ungheria e di Croazia.

## Biografia
Era la primogenita dell'Imperatore Carlo IV e della sua prima moglie Bianca di Valois.
Venne data in sposa all'età di dieci anni, nel 1345, a Luigi I, re d'Ungheria e di re di Croazia (e, dopo la morte di Margherita, dal 1370 anche Re di Polonia). Lo sposo aveva diciannove anni al momento delle nozze. Tuttavia Margherita morì dopo soli quattro anni di nozze, senza aver dato alcun figlio al marito, dopo essere sopravvissuta alla madre solo un anno. Luigi si risposò in seconde nozze con Elisabetta di Bosnia, da cui ebbe tre figlie.

## Ascendenza
|                         |                        |                           | Genitori                |  |  | Nonni |  |  | Bisnonni                  |  |  | Trisnonni                |  |
|                         |                        |                           |                         |  |  |       |  |  | Enrico VII di Lussemburgo |  |  | Enrico VI di Lussemburgo |  |
|                         |                        |                           |                         |  |  |       |  |  | Enrico VII di Lussemburgo |  |  | Enrico VI di Lussemburgo |  |
|                         |                        | Beatrice di Avesnes       |                         |  |  |       |  |  | Enrico VII di Lussemburgo |  |  |                          |  |
| Giovanni I di Boemia    |                        |                           |                         |  |  |       |  |  | Enrico VII di Lussemburgo |  |  |                          |  |
|                         |                        | Margherita di Lussemburgo | Giovanni I di Brabante  |  |  |       |  |  |                           |  |  |                          |  |
|                         |                        | Margherita di Lussemburgo | Giovanni I di Brabante  |  |  |       |  |  |                           |  |  |                          |  |
|                         |                        | Margherita di Lussemburgo | Margherita di Dampierre |  |  |       |  |  |                           |  |  |                          |  |
| Carlo IV di Lussemburgo |                        | Margherita di Lussemburgo |                         |  |  |       |  |  |                           |  |  |                          |  |
|                         |                        | Venceslao II di Boemia    | Ottocaro II di Boemia   |  |  |       |  |  |                           |  |  |                          |  |
|                         |                        | Venceslao II di Boemia    | Ottocaro II di Boemia   |  |  |       |  |  |                           |  |  |                          |  |
|                         |                        | Venceslao II di Boemia    | Cunegonda di Slavonia   |  |  |       |  |  |                           |  |  |                          |  |
| Elisabetta di Boemia    |                        | Venceslao II di Boemia    |                         |  |  |       |  |  |                           |  |  |                          |  |
|                         |                        | Guta d'Asburgo            | Rodolfo I d'Asburgo     |  |  |       |  |  |                           |  |  |                          |  |
|                         |                        | Guta d'Asburgo            | Rodolfo I d'Asburgo     |  |  |       |  |  |                           |  |  |                          |  |
|                         |                        | Guta d'Asburgo            | Gertrude di Hohenberg   |  |  |       |  |  |                           |  |  |                          |  |
| Margherita di Boemia    |                        | Guta d'Asburgo            |                         |  |  |       |  |  |                           |  |  |                          |  |
|                         | Filippo III di Francia | Luigi IX di Francia       |                         |  |  |       |  |  |                           |  |  |                          |  |
|                         | Filippo III di Francia | Luigi IX di Francia       |                         |  |  |       |  |  |                           |  |  |                          |  |
|                         | Filippo III di Francia | Margherita di Provenza    |                         |  |  |       |  |  |                           |  |  |                          |  |
| Carlo di Valois         | Filippo III di Francia |                           |                         |  |  |       |  |  |                           |  |  |                          |  |
|                         |                        | Isabella d'Aragona        | Giacomo I d'Aragona     |  |  |       |  |  |                           |  |  |                          |  |
|                         |                        | Isabella d'Aragona        | Giacomo I d'Aragona     |  |  |       |  |  |                           |  |  |                          |  |
|                         |                        | Isabella d'Aragona        | Iolanda d'Ungheria      |  |  |       |  |  |                           |  |  |                          |  |
| Bianca di Valois        |                        | Isabella d'Aragona        |                         |  |  |       |  |  |                           |  |  |                          |  |
|                         |                        | Guido IV di Saint-Pol     | …                       |  |  |       |  |  |                           |  |  |                          |  |
|                         |                        | Guido IV di Saint-Pol     | …                       |  |  |       |  |  |                           |  |  |                          |  |
|                         |                        | Guido IV di Saint-Pol     | …                       |  |  |       |  |  |                           |  |  |                          |  |
| Mahaut di Châtillon     |                        | Guido IV di Saint-Pol     |                         |  |  |       |  |  |                           |  |  |                          |  |
|                         |                        | Maria di Bretagna         | …                       |  |  |       |  |  |                           |  |  |                          |  |
|                         |                        | Maria di Bretagna         | …                       |  |  |       |  |  |                           |  |  |                          |  |
|                         |                        | Maria di Bretagna         | …                       |  |  |       |  |  |                           |  |  |                          |  |
|                         |                        | Maria di Bretagna         |                         |  |  |       |  |  |                           |  |  |                          |  |